# Hessendorf (Gemeinde Dunkelsteinerwald)
Hessendorf ist eine Ortschaft und eine Katastralgemeinde der Marktgemeinde Dunkelsteinerwald, Niederösterreich.
Das Dorf liegt zwei Kilometer östlich von Gansbach an der Kreuzung der Landesstraßen L5040 und L7116. Am 1. Jänner 2024 gab es in Hessendorf 38 Einwohner.

## Geschichte
Im Franziszeischen Kataster von 1821 ist Hessendorf mit mehreren Gehöften verzeichnet. Laut Adressbuch von Österreich waren im Jahr 1938 in Hessendorf ein Gastwirt, ein Schmied und ein Landwirt ansässig.